# EHF Champions League 2005-2006 (maschile)
L'EHF Champions League 2005-2006 è stata la 47ª edizione del massimo torneo europeo per club di pallamano, la 13ª con l'attuale denominazione.

## Formula
- Turno di qualificazione: è stato disputato da 14 squadre che, dopo sorteggio, si affrontano in gare di andata e ritorno; chi vince passa alla fase a gironi.
- Fase a gironi: sono stati disputati otto gironi da quattro squadre con gare di andata e ritorno. Le prime due di ogni girone si sono qualificate al main round.
- Fase ad eliminazione diretta: le sedici squadre qualificate si affrontano dapprima in ottavi e quarti di finale, successivamente in semifinali e finale; tutti i turni consistono in gare di andata e ritorno.

## Qualificazioni
| Squadra 1        | Totale | Squadra 2        | Andata | Ritorno |
| ---------------- | ------ | ---------------- | ------ | ------- |
| RK Vojvodina     | 54-66  | Bregenz          | 29-31  | 25-35   |
| HV Berchem       | 48-67  | Haukar           | 25-34  | 23-33   |
| Beşiktaş         | 70-76  | Dinamo București | 34-41  | 36-35   |
| HV Kras/Volendam | 46-57  | Athinaikos AC    | 21-29  | 25-28   |
| RK Izviđač       | 68-49  | Sjundea IF       | 36-22  | 32-27   |
| UHC Tongeren     | 53-62  | Granitas Kaunas  | 29-31  | 24-31   |
| Sandefjord TIF   | 48-57  | HC Meshkov Brest | 27-31  | 21-26   |

## Fase a gironi

### Girone A

#### Classifica
|  | Pos. | Squadra             | Pt | G | V | N | P | GF  | GS  | DR  |
|  | ---- | ------------------- | -- | - | - | - | - | --- | --- | --- |
|  | 1.   | Montpellier         | 8  | 6 | 4 | 0 | 2 | 182 | 170 | +12 |
|  | 2.   | SC Magdeburgo       | 8  | 6 | 4 | 0 | 2 | 191 | 169 | +22 |
|  | 3.   | Chekhovskye Medvedi | 6  | 6 | 3 | 0 | 3 | 192 | 184 | +8  |
|  | 4.   | Bregenz             | 2  | 6 | 1 | 0 | 5 | 162 | 204 | -42 |

### Girone B

#### Classifica
|  | Pos. | Squadra        | Pt | G | V | N | P | GF  | GS  | DR  |
|  | ---- | -------------- | -- | - | - | - | - | --- | --- | --- |
|  | 1.   | RK Celje       | 10 | 6 | 5 | 0 | 1 | 191 | 143 | +48 |
|  | 2.   | CB Ademar León | 8  | 6 | 4 | 0 | 2 | 179 | 160 | +19 |
|  | 3.   | IK Sävehof     | 6  | 6 | 3 | 0 | 3 | 156 | 180 | -24 |
|  | 4.   | Athinaikos AC  | 0  | 6 | 0 | 0 | 6 | 144 | 188 | -44 |

### Girone C

#### Classifica
|  | Pos. | Squadra            | Pt | G | V | N | P | GF  | GS  | DR  |
|  | ---- | ------------------ | -- | - | - | - | - | --- | --- | --- |
|  | 1.   | Aarhus GF          | 10 | 6 | 5 | 0 | 1 | 183 | 165 | +18 |
|  | 2.   | RK Gorenje Velenje | 8  | 6 | 4 | 0 | 2 | 202 | 149 | +53 |
|  | 3.   | Meran              | 4  | 6 | 2 | 0 | 4 | 166 | 204 | -38 |
|  | 4.   | Hauka              | 2  | 6 | 1 | 0 | 5 | 160 | 193 | -33 |

### Girone D

#### Classifica
|  | Pos. | Squadra        | Pt | G | V | N | P | GF  | GS  | DR  |
|  | ---- | -------------- | -- | - | - | - | - | --- | --- | --- |
|  | 1.   | Barcellona     | 12 | 6 | 6 | 0 | 0 | 199 | 146 | +53 |
|  | 2.   | SC Pick Szeged | 6  | 6 | 3 | 0 | 3 | 207 | 160 | +47 |
|  | 3.   | ZTR Zaporižžja | 3  | 6 | 1 | 1 | 4 | 167 | 181 | -21 |
|  | 4.   | RK Izviđač     | 3  | 6 | 1 | 1 | 4 | 161 | 140 | -79 |

### Girone E

#### Classifica
|  | Pos. | Squadra          | Pt | G | V | N | P | GF  | GS  | DR  |
|  | ---- | ---------------- | -- | - | - | - | - | --- | --- | --- |
|  | 1.   | THW Kiel         | 10 | 6 | 5 | 0 | 1 | 212 | 180 | +32 |
|  | 2.   | Kolding          | 8  | 6 | 4 | 0 | 2 | 188 | 175 | +13 |
|  | 3.   | Wisła Płock      | 4  | 6 | 2 | 0 | 4 | 155 | 182 | -27 |
|  | 4.   | HC Meshkov Brest | 2  | 6 | 1 | 0 | 5 | 165 | 183 | -18 |

### Girone F

#### Classifica
|  | Pos. | Squadra          | Pt | G | V | N | P | GF  | GS  | DR  |
|  | ---- | ---------------- | -- | - | - | - | - | --- | --- | --- |
|  | 1.   | BM Ciudad Real   | 10 | 6 | 5 | 0 | 1 | 203 | 147 | +56 |
|  | 2.   | KC Veszprém      | 10 | 6 | 5 | 0 | 1 | 206 | 165 | +41 |
|  | 3.   | HT Tatran Prešov | 2  | 6 | 1 | 0 | 5 | 154 | 201 | -47 |
|  | 4.   | Dinamo București | 2  | 6 | 1 | 0 | 5 | 148 | 198 | -50 |

### Girone G

#### Classifica
|  | Pos. | Squadra               | Pt | G | V | N | P | GF  | GS  | DR  |
|  | ---- | --------------------- | -- | - | - | - | - | --- | --- | --- |
|  | 1.   | Portland San Antonio  | 10 | 6 | 5 | 0 | 1 | 180 | 127 | +53 |
|  | 2.   | Zagreb                | 9  | 6 | 4 | 1 | 1 | 163 | 143 | +20 |
|  | 3.   | Kadetten Schaffhausen | 3  | 6 | 1 | 1 | 4 | 160 | 181 | -21 |
|  | 4.   | RK Pelister           | 2  | 6 | 1 | 0 | 5 | 139 | 191 | -52 |

### Girone H

#### Classifica
|  | Pos. | Squadra                | Pt | G | V | N | P | GF  | GS  | DR  |
|  | ---- | ---------------------- | -- | - | - | - | - | --- | --- | --- |
|  | 1.   | SG Flensburg-Handewitt | 10 | 6 | 5 | 0 | 1 | 208 | 155 | +53 |
|  | 2.   | Paris                  | 9  | 6 | 4 | 1 | 1 | 163 | 157 | +6  |
|  | 3.   | Banik Karvina          | 5  | 6 | 2 | 1 | 3 | 160 | 164 | -4  |
|  | 4.   | Granitas Kaunas        | 0  | 6 | 0 | 0 | 6 | 147 | 202 | -55 |

## Fase ad eliminazione

### Ottavi di finale
| Squadra 1           | Totale | Squadra 2           | Andata | Ritorno |
| ------------------- | ------ | ------------------- | ------ | ------- |
| Kolding             | 63-65  | Celje               | 33-34  | 30-31   |
| Magdeburgo          | 47-53  | Barcellona          | 24-26  | 23-27   |
| Zagabria            | 49-51  | Flensburg-Handewitt | 25-23  | 24-28   |
| Pick Szeged         | 58-68  | Ciudad Real         | 31-32  | 27-36   |
| Ademar León         | 53-53  | San Antonio         | 31-26  | 22-27   |
| RK Gorenje Velenje  | 54-55  | Montpellier         | 26-22  | 28-33   |
| Veszprém            | 61-49  | Aarhus GF           | 30-21  | 31-28   |
| Paris-Saint Germain | 49-72  | Kiel                | 21-28  | 28-44   |

### Quarti di finale
| Squadra 1   | Totale | Squadra 2           | Andata | Ritorno |
| ----------- | ------ | ------------------- | ------ | ------- |
| Ciudad Real | 67-55  | Celje               | 34-27  | 33-28   |
| San Antonio | 48-47  | Barcellona          | 25-21  | 23-26   |
| Kiel        | 62-64  | Flensburg-Handewitt | 28-32  | 34-32   |
| Montpellier | 45-48  | Veszprém            | 23-21  | 22-27   |

### Semifinali
| Squadra 1   | Totale | Squadra 2           | Andata | Ritorno |
| ----------- | ------ | ------------------- | ------ | ------- |
| Ciudad Real | 60-49  | Flensburg-Handewitt | 31-22  | 29-27   |
| Veszprém    | 58-59  | San Antonio         | 29-27  | 29-32   |

### Finale
| Squadra 1   | Totale | Squadra 2   | Andata | Ritorno |
| ----------- | ------ | ----------- | ------ | ------- |
| San Antonio | 47-62  | Ciudad Real | 19-25  | 28-37   |